# Laranga (Motrico)
El barrio de Laranga se encuentra sobre la Bahía de Arbe del mar Cantábrico, en el término de Motrico, Guipúzcoa, País Vasco, España.
Por carretera se accede desde la GI-638 que une Deva con Motrico, a partir de la cual se dispone de camino asfaltado que permite el acceso a todos sus caseríos, que por orden de acceso a los mismos son: Ichasmendi, Zalay, Ichsgaín, Ametza, Arategui, Arateguichiqui, Restaurante San Juan, Chocoa, Maixa, Maldomin, Pikua, Larangagoikoa, Sagarreta, Urquía,Guragaín, Gorbialde, Gureametsa, Larangaundi, Larangatxiki y Larangaetxeberri.

Las fiestas se celebran en la ermita del Calvario entre el 14 y el 16 de septiembre.